# Малките гиганти
„Малките гиганти“ (на английски: Little Giants) е американска семейна спортна комедия от 1994 г. на режисьора Дуейн Данем, с участието на Рик Моранис и Ед О'Нийл в ролята на двамата братя от града Охайо. Филмът е продуциран от „Амблин Ентъртейнмънт“ и е разпространен от „Уорнър Брос“ под етикета „Уорнър Брос Фемили Ентъртейнмънт“.